# Musigati
Musigati é uma das cinco comunas existentes na província de Bubanza, no Burundi.